# Gaspar de Berart i de Cortada
Gaspar de Berart i de Cortada   (segle XVII - valor desconegut) fou un militar català durant la Guerra de Successió Espanyola.

## Biografia
Destacat austriacista, defensà Barcelona contra l'atac borbònic de 1706. Durant la Junta de Braços de 1713 i com a membre del Braç Militar de Catalunya, fou partidari de la lluita a Ultrança contra les Dues Corones. Al Setge de Barcelona de 1713-1714, fou capità de la 2a Companyia del 4t Batalló de la Coronela de Barcelona.
Escapà de la repressió borbònica i s'exilià a Viena. El 1717, l'arxiduc Carles el nomenà baró d'Esponellà el 1717. Es desconeix la data i el lloc de la seva mort.